# 约翰·弗里德里希·施特林泽
约翰·弗里德里希·施特林泽（德語：Johann Friedrich Struensee，1737年8月5日—1772年4月28日）他是一个具有启蒙思想的德国医生，他成为了丹麦国王克里斯蒂安七世的私人医生，丹麦政府的大臣。他以“事实上的统治者”身份掌握了权力后，他进行了大范围的改革。他与皇后卡罗琳·玛蒂尔达的不当关系成为了当时一大丑闻，尤其是皇后生下他们的孩子路易丝·奥古斯塔以后。因为他过于激进的改革和密谋的政变，他很快失势并被处死，终身未曾结婚。

## 教育與早期事業
1737年8月7日，施特林泽出生在哈雷并在圣莫里茨受洗，是他父亲6个孩子中的第三个，（他父亲亚当，施特林泽是虔信派牧师，出身一个受人尊敬的中产阶级家庭，并且信奉宗教宽容，他的三个儿子上了大学，不过都没有像他一样学神学，2个女儿嫁给了神职人员。
1752年8月5日，施特林泽进入哈雷大学学习医学，1757年12月12日毕业，大学中他显露出了启蒙时代思想，它支持社会和政治的批判改良，他成为了一个无神论者，支持克劳德·阿德里安·爱尔维修，以及其他法国唯物主义者的著作。
他在1758年和父母搬到阿尔托纳，他很快被聘为公共医生，但他薪水微薄，他希望通过私人营业增加收入。
1760年他父母搬到伦茨堡，他父亲成为了第一主管（位置比得上主教）。随后，23岁的施特林泽第一次建立了自己独立生活，他的生活方式大大超出了他的经济能力，但他出众的智慧和优雅的举止，很快使他在更为上游的圈子中闻名起来，并且他开始对他的时代产生怀疑。
他怀着雄心壮志向丹麦的外交部部长约翰·哈特维希请愿，他写了许多关于启蒙思想的文章，并且发表了他们中的许多在他的私人期刊《利益和享受》中。

## 克里斯蒂安七世的醫生
在他居住在阿尔托纳的10年中，他交往了一批被迫远离哥本哈根的丹麦贵族，他们中的卡尔·楚兰曹伯爵和勃兰特（Enevold Brandt）是启蒙运动的支持者，兰曹伯爵使他成为克里斯蒂安七世将要进行的欧洲旅行时的医生。
一般认为施特林茨在1768年4月被任命，国王和随从在5月6日出发。在英格兰时，施特林茨被授予剑桥医学博士的名誉学位。
在8个月的旅行中，他得到了国王的信任和喜爱。国王的大臣伯尔尼和财政大臣卡尔·冯·海因里希对他给国王的影响感到满意。他减少了国王使人尴尬的表现，1769年1月，当王庭回到哥本哈根，施特林茨被任命为国王的私人医生，3月他获得了国务委员的荣誉称号。

## 掌權之路
他希望调和国王和王后，起初王后卡羅琳·瑪蒂爾達不喜欢他，但她的婚姻十分不幸福，被国王忽视唾弃，施特林茨是为数不多的殷切关怀王后的人，他看起来在尽力地帮她解除困扰，久而久之她开始喜欢这个年轻的医生，并且在1770年春天成了他的情人。他成功的给皇太子接种牛痘更进一步增强了他的影响。
施特林茨和皇太子（佛雷德里克六世）关系密切，并且教授给他启蒙思想，比如卢梭的回归自然，尽管加上了他自己更为确切的解释。他鼓励皇太子自理大部分的事情，他也践行卢梭关于如何使孩子更好地成长的建议，比如让皇太子在冬天只穿着较单薄的衣服使他适应寒冷。
1770年五月他被任命为王室顾问。
1770年的夏天，宫廷和政府搬到到石勒苏益格-荷尔斯泰因州，9月5日，国王辞退了伯尔尼，18日施特林茨指定他自己做枢密院顾问，来确立他的掌权地位，从此以后的16个月，一般被叫做“施特林茨时代”，年末时候，国王陷入了精神问题，施特林茨成为丹麦实际的统治者。

## 掌控政府
当施特林茨刚刚着手控制国家机器时，他尽力保持低调，但后来他开始变得急躁起来，在第十个月他解散了国家的政务会，一个星期后，他任命自己为matre des requêtes，这使他获得了把国家各部门的报告转交给国王批示的权利，因为国王几乎没有行为能力，施特林茨可以任意的发布他的命令。
接下来施特林茨解雇了所有的部门主管，并取消了挪威总督，施特林茨成为了国家最高权威，掌握国家所有权力近13个月，在1770年12月18日到1772年16个月中，他发布了不少于1069个法案，平均每天3个。
以下是施特林茨改革的主要内容：
- 通奸合法化(通奸与不守贞节不再是犯罪)
- 废除酷刑
- 取消不自由的劳动（徭役）
- 取消出版审查
- 取消贵族在国家机关执业
- 废除贵族特权
- 废除贵族的“不当”收入
- 取消的皇家宫廷的礼仪规则
- 取消皇家宫廷的贵族
- 取消利用国有资金无收益的制造商
- 取消几个假期
- 利用赌博和赛马的税收资助护理弃儿
- 禁止殖民地奴隶贸易
- 只给有实际成就的人授予封建贵族头衔和纹饰
- 定罪并处罚贿赂
- 重新组织了司法机构，以最大限度地减少腐败现象
- 建立国有粮食库，以平衡粮食价格
- 给农民分配农田
- 重新组织和裁减军队
- 大学改革
- 国有医疗机构改革

其他改革包括废除偷窃罪的死刑等。
施特林茨的做法被批不尊重丹麦和挪威的习俗，把它们当作偏见和欠缺革除并代之以他所欣赏的抽象原则，他甚至不说丹麦语，用德语指导工作，为了确保顺从，他解雇了各部所有参谋人员，没有给任何补偿，然后用他自己的人接替那些职位，他们毫无经验并且几乎对他们所管理的国家一无所知。
起初人民支持他的改革，但后来转而反感，又因为施特林茨废除了审查，使得市面上反对施特林茨的小册子像潮水般多了起来。
至少在一定时间里，中产阶级是支持他的，如果他聪明的话，可能能够在一定程度上避免敌意和即将到来的混乱，他最惹民众憎恨的做法是他把国王完全抛到一边，实际除了少数宫廷中的人以外，似乎没多少人真正认为国王病了。
他和皇后不当的关系冒犯了被国民敬畏的皇室，而皇后伤风败俗的做法也使王权受到蔑视，人们每天聚集起来兴奋的嘲笑他，国王也开始对环境感到不满，偶尔，他会显示下他的固执，拒绝布兰特或施特林茨的要求。一次，他威胁并无礼的和布兰特打斗起来，打斗中布兰特伤到了国王的脸。

## 被捕及處決
1771年冬天事情变得更差了，11月30日他给他和布兰特自封为贵族，但因为大批解雇政府和军队中的人员，他们把强烈的不满传播到公众。
国王和施特林茨一行人在哥本哈根以北的赫斯霍尔姆宫度过了1771年的夏天，7月7日，王后生下了一个女儿，路易丝·奥古斯塔（普遍认为实际是施特林茨的女儿）为了纪念此事，所有教堂都被安排高唱赞美颂。
11月19日，宫廷搬到腓特烈堡宫。
对施特林茨积累已久的怨念在1771年11月爆发了，卡尔.楚兰曹和其他一帮贵族以太后朱麗安妮·瑪麗的名义，密谋政变反对施特林茨。太后希望借此剥夺国王的权利，确立她和她儿子弗雷德里克未来的权利地位。
宫廷于1772年1月8日返回克里斯蒂安堡宫。1月16日，本季的第一个化装舞会在剧院举行。
1772年1月17号早上，勃兰特、施特林茨、王后分别被逮捕在各自的寝宫中。一般认为，施特林茨主要被控告为篡夺王室权力，违反了皇家法律。他以他相当的才能为自己辩护。一开始，他相信反对者不敢对王后下手，他不承认她们有不正当的行为。但王后被当作囚犯一样，带到了克隆堡宮。
在4月的27或28号，他和勃兰特被宣判，被判先被削去右手，然后砍头，砍了2次都没有砍断，第三次他的头才被砍下，卡在杆子上。他的尸体之后被分尸。
死刑是施特林茨最坏的预期。相关法律（Kongelov）没有关于国王因为疯癫不适合管理政府时该当如何，所以，施特林茨，作为一个平民挤进了贵族的圈子。他被指控侮辱国王并且篡夺王室权威，违反Kongelov的第2和第26条，他其他的行为，前人，后人都做过，并且没有导致任何后果。国王本人认为施特林茨是个伟大的人，即使在施特林茨死后，1775年国王在國王的簡筆畫上右下角用德语写道："Ich hätte gern beide gerettet" （I would have liked to have saved them both）我想拯救他们两个，他们，指的是施特林茨和勃兰特。

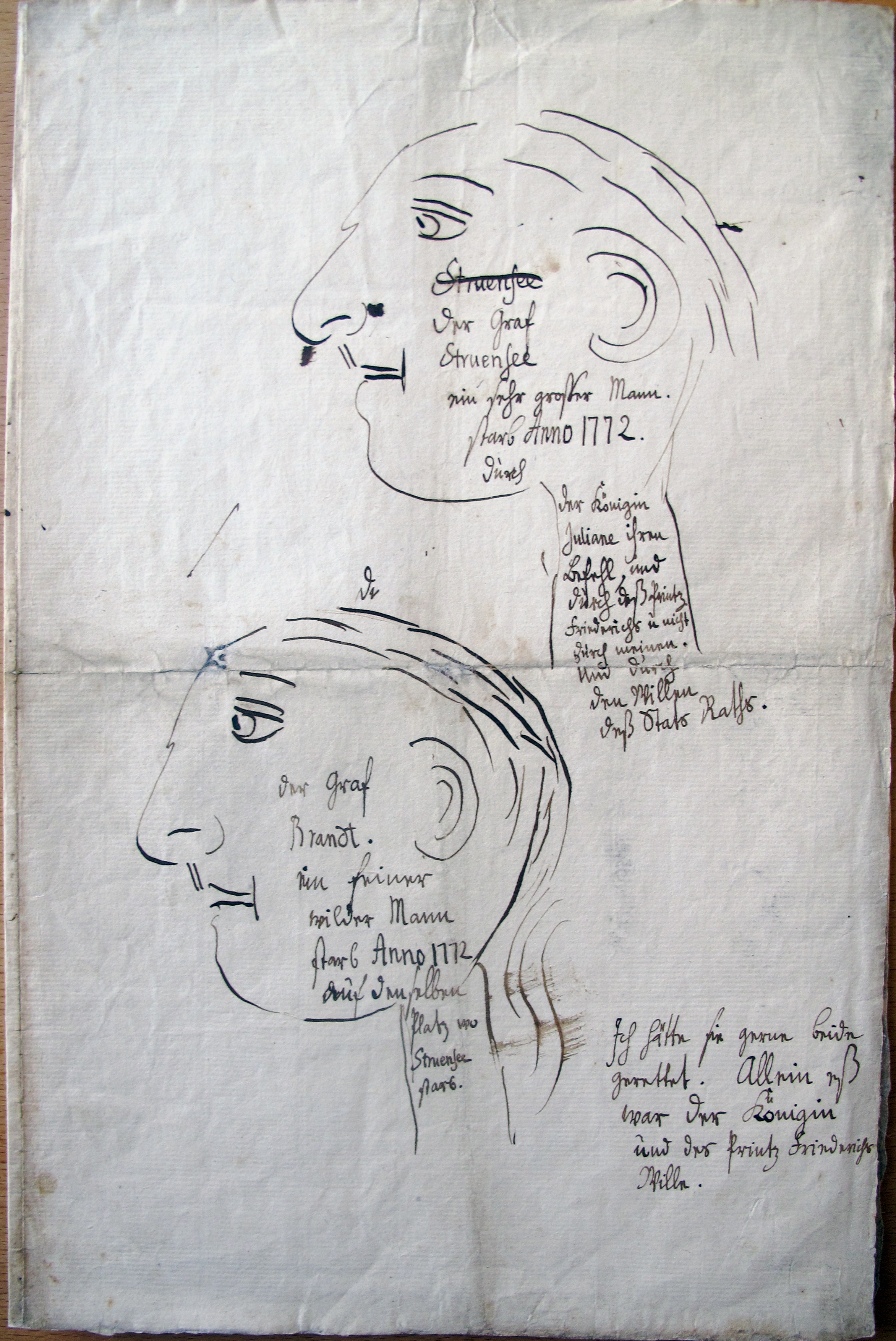
国王的简笔画

## 相关影视作品
- 皇室风流史：施特林泽的2012年被搬上荧幕，该影片获得了第62届柏林电影节最佳编剧和最佳男演员。